# Mouvement de libération de l'Iran
Le Mouvement de libération de l'Iran (en persan : نهضت آزادی ايران, Nahżat-e āzādi-e Irān) est un parti politique iranien, fondé en 1961 par des membres se désignant comme « musulmans, iraniens, constitutionnalistes et mossadeghistes ». Il s'agit d'un des plus anciens partis politiques encore actif en Iran et est décrit comme un parti d'opposition. 
Le parti est fondé en 1961 par Mehdi Bazargan, qui plaide pour la compatibilité de l'islam et de la démocratie. Plusieurs de ses membres participent au gouvernement provisoire de l'Iran, juste après la révolution de 1979. Mais à la suite de la prise d'otages à l'ambassade américaine, ils sont écartés du pouvoir. Après la mort de Bazargan en 1995, Ebrahim Yazdi prend sa succession à la tête du mouvement. Il participe à la coalition qui conduit à l'élection du président Mohammad Khatami en 1997,. En 2001, alors que le parti est officiellement interdit depuis 1991 mais toléré, plusieurs de ses membres sont arrêtés. Plusieurs d'entre eux sont condamnés en 2002. 